# Тсваналенд

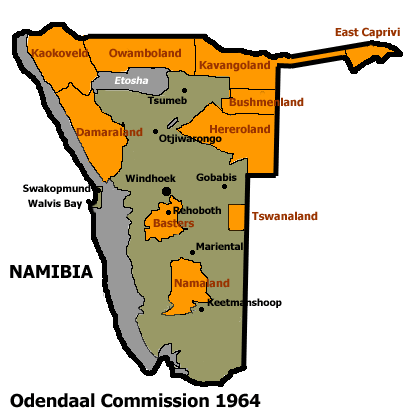
Бантустан Тсваналенд на современной карте Намибии

Тсваналенд (тсванск. Tswanaland) — бантустан времён апартеида в регионе Омахеке на территории современной Намибии. Был создан в рамках режима апартеида как родина для народа тсвана, проживающего на этой территории.
Создание бантустана в 1968 году было результатом политики отдельного развития чернокожего населения, что правительство Южной Африки и реализовывало в рамках своей системы апартеида в период оккупации и администрации бывшей немецкой колонии в Юго-Западной Африке.
Бантустан занимал площадь 1554  км² и имел население 10 000 человек на момент создания. Наиболее распространенным языком в этом регионе был язык тсвана (также называемый сетсвана), который принадлежит языкам банту.
Тсваналенд, как и другие бантустаны в Юго-Западной Африке, был упразднён в мае 1989 года и в 1990 году вошел в состав независимой Намибии.